# Az idő fölött járó lány (film, 2006)
Az idő fölött járó lány (時をかける少女; Toki o kakeru sódzso; Hepburn: Toki o kakeru shōjo; rövidítve TokiKake; angol címén The Girl Who Leapt Through Time) 2006-ban bemutatott japán animációs romantikus sci-fi film.
2006-ban még csak Japánban, szűk körben mutatták be, majd a nézők érdeklődését látva 2007-ben a világ többi részén is.

## Cselekmény
A történet főszereplője Konno Makoto, egy átlagos, 16-17 év körüli japán gimnazista lány.
A történet Makoto egyik különösen rosszul sikerült napján kezdődik: csak azért nem késik el az óráról, mert a tanár is késik, gyenge matekdolgozatot ír, a háztartástan órán sikerül felgyújtania a serpenyőjét, a kémiaszertárban pedig megijed egy titokzatos árnyalaktól, rögtön azután, hogy egy furcsa, dióhoz hasonló szerkezetet talál a földön. A legrosszabb azonban csak ezután jön: hazafelé tartva a biciklijén nem fog a fék, így a vasúti kereszteződéshez vezető lejtő végén teljes sebességgel belerohan a sorompóba, biciklijével együtt a levegőbe repül, és telibe találja a HÉV.
Makoto azonban nem hal meg, néhány perccel korábban épen és sértetlenül találja magát a földön, a biciklije mellett, kicsit feljebb azon az úton, ami a sorompóhoz vezet. Az első sokk elmúlta után arra a következtetésre jut, hogy képes az időben utazni, így kedve szerint alakíthatja a dolgokat, hiszen minden hibát helyrehozhat, amit el szokott követni. Nem tudja, honnan kapta bámulatos képességét, ezért restaurátor nagynénjét kérdezi, aki elmondja, hogy ilyen korában ő is átélt hasonló élményt, és szerinte sok más lány is, csak nem mindenki beszél róla. Felmerül a kérdés, hogy a képesség csak jóhoz vezet, vagy valakinek a szenvedéséhez is?
Makoto két legjobb barátja fiú, egyikük az okos, gondoskodó és felelősségteljes Cuda Kószuke, aki az orvosi egyetemre készül, másik barátja a torzonborz Mamija Csiaki, aki még Makotónál is lustább, forrófejű, és folyton ugratja a többieket. Ők hárman rendszeresen játszanak egy baseballra emlékeztető labdajátékot, ami inkább csak a labda dobálgatásából áll.
Egy alkalommal, amikor Csiaki a biciklijén viszi, megkérdezi, nem akar-e vele járni. Makoto ezen annyira meglepődik, hogy több alkalommal visszamegy az időben, és megpróbálja másként alakítani az eseményeket, hogy a fiú ne tegye fel a „végzetes kérdést”. Ezután kerülni kezdi a fiút az iskolában, aki nem érti a dolgot. Makoto gondja az első szerelem mellett az, hogy a húga megette a pudingját, és hogy túl hamar lejár az idő a karaoke-bárban. Ezekben az esetekben is használja újdonsült „időugró” képességét.
Kószuke nagyon tetszik egy alsós lánynak, aki nem meri megmondani neki. Makoto többszöri időbeli ugrással próbál segíteni neki.
Egyik alkalommal, amikor otthon a kádban fürdik, észreveszi, hogy a felkarján, a könyöke fölött egy kétjegyű számjegy van, ami 90-et mutat. A szám értéke mindig csökken, ebből Makoto rájön, hogy az az időbeli ugrások száma lehet, ami ezek szerint egyszer csak le fog járni.
Egyszer Csiaki újabb kellemetlen kérdést tesz fel: „Képes vagy időugrásra?” Ekkor minden élő és élettelen mozdulatlanná válik, az idő megáll, csak ők ketten képesek mozogni, az időn kívül. Kiderül, hogy Csiaki a jövőből érkezett, mert nagyon szeretett volna megnézni egy festményt, ami az ő korára megsemmisült, korábban pedig elveszettnek hitték (Makoto restaurátor nagynénje éppen ezen a képen dolgozik). Csiaki itt ragadt ebben a korban, mert az ugrásokhoz szükséges szerkezet energiája kimerült. Utoljára akkor használta, amikor Kószuke és kis barátnője Makoto biciklijén a sorompó felé robogtak... De most mennie kell, mert megszegte azt a szabályt, hogy a múlt embereinek nem szabad tudomást szerezniük az időugrás lehetőségéről. Makoto megígéri neki, hogy vigyázni fog a képre, így az az ő idejében is látható lesz.
Az iskolában az iskolatársak a legvadabb találgatásokba kezdenek arról, miért tűnt el Csiaki ilyen hirtelen: a szülei elváltak, megkéselt valakit, teherbe ejtett egy lányt, adósságai lettek...
Makoto újból beszél a nagynénjével. Otthon észreveszi, hogy a karján egy egyes számjegy jelent meg, tehát kapott még egy lehetőséget az időugrásra (a szám korábban már lenullázódott). Makoto elrohan otthonról, időugrásban van része és az iskolai szertárban találja magát, ahová nemsokára benyit Juri. Makoto elmondja neki, hogy neki is tetszik Csiaki. Makoto rájön, hogy túl sokat ugrott vissza az időben, mert a baseball-pályán Kószuke nem érti, amikor Makoto az ő barátnőjéről beszél (Kaho és két barátnője a pálya szélén üldögélnek). Makoto azt javasolja Kószukének, hogy hívja meg a három lányt baseballozni.
Makoto a baseball-pályán találja Csiakit. Megmutatja neki a „diót” (az időugró szerkezetet), majd összetöri, ahogy korábban Csiaki is tette (ez azt jelenti, hogy a szerkezet kimerült). Azonban, mivel sokat ugrott vissza, Csiakinak van még egy lehetősége ugrani (tehát van lehetősége rá, hogy visszamenjen a saját korába – ezt az ugrást korábban Kószuke és barátnője megmentésére használta el).
Csiaki és Makoto a folyóparton üldögélve búcsúznak egymástól. Csiaki megígéri neki, hogy várni fog rá a jövőben...
Kószuke, a három lány és Makoto együtt baseballoznak. Kószuke faggatja Makotót, mert nem érti, miért ment Csiaki ilyen hirtelen külföldre tanulni. Makoto nem árulja el neki az igazat.

## Szereposztás
- Konno Makoto, a történet főszereplője
- Cuda Kószuke,  Makoto egyik barátja
- Mamija Csiaki,  Makoto egyik barátja
- Josijama Kazuko, restaurátor, Makoto nagynénje
- Fudzsitani Kaho, az alsós lány, aki szeretne Kószukével járni
- Hajakava Juri, a lány, aki Csiakival szeretne járni
- Konno Mijuki, Makoto húga

## Fogadtatás
Az AnimeAddicts.hu magyar olvasói 9,49 pontra értékelték a lehetséges 10-ből, 797 szavazat alapján (2011-09-11). Az AnimeAddicts.hu értékelése:
„Az anime hozza a nagynevű Madhouse stúdió felé támasztott elvárásokat. Nem lehet panasz se a történetre, se annak kivitelezésére [...]  Mindehhez párosul a remek grafika és animálás, a remek karakterek és remek szinkronhangjaik, valamint a csodás zene és a gyönyörű dalok. Röviden: kiemelkedő alkotás, anime remekmű. A romantikus sci-fi dráma szintézise.”
Az AniDB.net olvasói 8,86 pontot adtak rá a lehetséges 10-ből (6436 szavazat). Az AnimeNewsNetwork olvasóinak értékelése: „mestermű” (1372 szavazat), „kitűnő” (1586 szavazat), „nagyon jó” (747 szavazat). További kb. 500 szavazó gyengébbre értékelte a filmet. Az AnimeNewsNetwork olvasóinak átlagos értékelése: „kitűnő”.
A filmdroid.blog.hu értékelése (2011. 08. 03.):
„A film nagy erénye, hogy egyszerűségével hihetetlen módon képes az érzelmekre hatni. Ez nagyban a szereplőknek is köszönhető, hiszen mindegyik [...] hiteles karakter. Nincs negatív szereplő, csak rossz döntések és emberi hibák vannak, de az anime megmutatja, hogy mindezek eltörpülnek a barátság és a szeretet mellett. A történet sci-fi szála tökéletesen illeszkedik az eseményekbe [...] az alkotók ügyesen eljátszottak az időutazás ellentmondásaival és lehetséges szabályaival. Az emberábrázolás [...] kissé vázlatos; mindenki átlagos kinézetű, valóságszagú karakter. A figurákon nincs árnyékolás, azonban a mozdulataik nagyon gondosan ki vannak dolgozva.”

## Díjak, jelölések
- 2006: Hocsi filmdíj – „különleges díj”
- 2006: Sitges Festival Internacional de Cinema de Catalunya (Spanyolország) – „legjobb animációs film”: Hoszoda Mamoru
- 2007: Japán Filmakadémia – „legjobb animációs film” kategória
- 2007: Mainicsi filmdíj – „legjobb animációs film” kategória
- 2007: Tōkyō Kokusai Anime Fair – „az év animéja”, „legjobb rendezés”, „legjobb eredeti történet”, „legjobb forgatókönyv”, „legjobb karaktertervezés”

## Érdekesség
- Amikor időugrást szeretne végrehajtani, Makoto bukfencezik (többnyire hátra), vagy nagyot ugrik. Az időugrás alatt hatalmas, forgó fogaskerekek, digitális szegmensekkel kijelzett hosszú, piros számsorok jelennek meg, amik között Makoto zuhan valahová. Első alkalommal (az iskolai szertárban) mintha víz alá merült volna, buborékok szállnak mellette felfelé, szabadban vágtató lovakat lát (festményszerűen ábrázolva), és tűz előtt ugráló embereket. A többi alkalommal csak a fogaskerekek és a hosszú, csíkszerű számsorok jelenik meg, a többi elem nem látható.
- A tévében elhangzó hírek szerint július 12. csütörtöki nap, ez az jelenti, hogy a történet éve 2005 is lehet, ez van legközelebb a film készítésének idejéhez.
- Oku Hanako az ebben a filmben előadott Garnet című saját szerzeményével vált ismertté Japánban.
- A szereplők külseje, arca kevéssé „japános”, inkább európainak mondható. Csiakinak például világos színű haja van, Makotónak barna. A túlzott udvariasság és az egyszavas válaszok azonban jellegzetesen „japánosak”.
- A filmben Johann Sebastian Bach „Goldberg-variációk” című művének feldolgozása is felhangzik.